# Anne Van Lancker
Anne Edward Marie Van Lancker (Temse, 4 maart 1954) is een Belgische voormalige politica voor SP / sp.a.

## Levensloop
Van Lancker studeerde onder andere aan het Sint-Lodewijkscollege te Lokeren en studeerde in 1978 af als licentiate in de arbeidssociologie aan de Katholieke Universiteit Leuven. In 1988 behaalde ze tevens een postgraduaat in het sociaal recht aan de Vrije Universiteit Brussel. Ze was van 1978 tot 1984 assistent aan de faculteit sociologie en wetenschappelijk medewerkster bij het Hoger Instituut van de Arbeid en de faculteit sociale wetenschappenvan de Katholieke Universiteit Leuven.
Ze startte haar politieke loopbaan in 1984 als stafmedewerkster bij SEVI, de studiedienst van de toenmalige SP. Ze bleef dit tot in 1988 en was vervolgens tot 1989 parlementair medewerkster voor de SP-fractie in de Kamer van volksvertegenwoordigers. In 1989 werd ze adjunct-kabinetschef van Roger De Wulf, Vlaamse minister van Tewerkstelling en Sociale Zaken. Een jaar later werd ze kabinetschef van De Wulf en van 1992 tot 1994 Van Lancker kabinetschef bij De Wulfs opvolgster Leona Detiège.
In juli 1994 werd Van Lancker Europees Parlementslid. Als overtuigd voorstandster van de legalisering van abortus provocatus was ze de auteur van het zogenaamde "Rapport Van Lancker" over Seksuele en reproductieve gezondheid en rechten, dat op 3 juli 2002 met 280 stemmen voor, 240 tegen en 28 onthoudingen werd aangenomen in het Europees Parlement. In het Europees Parlement was Van Lancker van 1994 tot 1997 en van 1999 tot 2002 ondervoorzitter en van 1997 tot 1999 en van 2004 tot 2009 vast lid van de commissie rechten van de vrouw (van 1999 tot 2004 eveneens bevoegd voor gelijke kansen en van 2004 tot 2009 voor gendergelijkheid) en zetelde ze van 1994 tot 2009 in de commissie Werkgelegenheid en Sociale Zaken (waar ze onder andere rapporteur was van de Bolkesteinrichtlijn over de vrijmaking van de diensten). Ze was eveneens van 2006 tot 2009 voorzitster van de werkgroep reproductieve gezondheid, hiv/aids en ontwikkeling en maakte deel uit van de verbindingsgroep tussen de fractie en PES en zetelde van 2004 tot 2009 in de delegatie met de ACP-landen. Daarnaast was Van Lancker van 1995 tot 2005 voorzitter van de Europese Beweging-België.
Van Lancker was tevens lid van de Conventie van Europa, die zich boog zich over de toekomst van de Europese Unie. In juni 2003 presenteerde de Conventie het ontwerp van een Europese grondwet. Thema's die Van Lancker als Europees Parlementslid belangrijk achtte zijn gelijkekansenbeleid, migratie, ontwikkelingssamenwerking, sociale labels, Tobintaks, armoede, sociaal overleg, gendergelijkheid en seksuele opvoeding. Ze werkte rond deze thema's in samenwerking met ngo's, vakbonden, vrouwen-, migranten-,  gehandicapten-, mensenrechten- en milieuverenigingen. Bij de Europese verkiezingen van juni 2009 raakte Van Lancker na vijftien jaar in het Europees Parlement niet meer verkozen. Ze kreeg een moeilijke derde plaats op de kieslijst van sp.a ten voordele van Kathleen Van Brempt, die de lijsttrekkersplaats kreeg. De media spraken van een verlies omdat Van Lancker bekendstond om een grondige dossierkennis.
Ten slotte was ze van 2000 tot 2009 voorzitster van de Socialistische Vrouwen en diens opvolger Zij-kant en maakte ze deel uit van het sp.a-bestuur Oost-Vlaanderen en Gent. Eind 2011 werd ze genderexpert voor Oost-Europa en Centraal-Azië voor het Wereldbevolkingsfonds van de Verenigde Naties in Turkije, wat ze bleef tot in 2013. Ze gaf haar mandaat als gemeenteraadslid van Gent, dat ze vanaf 2007 uitoefende, op en stapte uit de actieve politiek.
Sinds 2009 is zij zelfstandig consultant in de domeinen vrouwenrechten en ontwikkelingssamenwerking en Europees en internationaal sociaal beleid. Van 2013 tot 2014 en van 2017 tot 2019 was Van Lancker politiek coördinator van het European Minimum Income Network, een project van de Europese armoedebestrijdingsorganisatie European Anti-Poverty Network en haar leden, academici en denktanks die het recht op een fatsoenlijk sociaal minimum in de lidstaten van de Europese Unie promoot. Vervolgens was ze van 2014 tot 2015 netwerkopbouwcoördinator bij het European Reference Budgets Project, waarbij ze verantwoordelijk was voor de opbouw van een solide netwerk met leidinggevende experts, domeincoördinatoren en Europese en nationale actoren uit het middenveld, waaronder armoede-experts, wetenschappelijke onderzoeksteams, sociale partners en lokale, nationale en regionale bestuurders en beleidsmakers, die de ontwikkeling van referentiebudgetten voor een menswaardig bestaan ondersteunen en via focusgroepdiscussies input leveren om betere resultaten te kunnen bereiken.  
In 2016 was zij internationaal expert voor het Directoraat-generaal voor gezins- en jeugddiensten in Spanje, waar ze advies gaf bij de implementatie van de hervorming van het sociaal minimum en in 2018-2019 was zij expert voor de groep werknemers in het Europees Economisch en Sociaal Comité, het adviesorgaan van de Europese Unie bestaande uit werkgevers- en werknemersorganisaties en andere belangengroepen dat erop toeziet dat Europees beleid en Europese wetgeving worden afgestemd op sociaal-economische omstandigheden en berust op participatie van het maatschappelijk middenveld. Daarnaast was Van Lancker van 2016 tot 2019 research fellow bij het Re.Invest-project van het Hoger Instituut voor Arbeid van de KU Leuven, een onderzoeksproject om wetenschappelijk na te gaan of een aanpak van armoedebestrijding in de vorm van investeringen in sociale bescherming, huisvesting en gezondheid leidt tot het verbeteren van de mogelijkheden voor mensen om uit precaire situaties te raken. In 2019 was ze dan weer research fellow bij een haalbaarheidsstudie van een kindergarantie ter voorkoming en bestrijding van armoede en sociale uitsluiting bij kinderen en jongeren voor het instituut voor sociaal-economisch onderzoek LISER in Luxemburg.
Van 2019 tot 2020 was Van Lancker daarenboven nationaal expert voor de evaluatie van het thematisch objectief voor sociale uitsluiting van het Europees Sociaal Fonds Plus en van 2019 tot 2022 netwerkcoördinator van een Belgisch team van onafhankelijke experts in sociale inclusie en sociale bescherming binnen het European Social Policy Network, dat op initiatief van de Europese Commissie informatie, advies, analyses en expertise voorziet in sociale beleidskwesties in de Europese Unie en omliggende landen. Sinds 2022 is ze als Belgisch coördinator voor het ESPN verbonden aan het Luxemburgse sociaal-economisch onderzoeksinstituut LISER. 
Van 2010 tot 2024 was Van Lancker eveneens voorzitter van de raad van bestuur van de vluchtelingenorganisatie Vluchtelingenwerk Vlaanderen. Sinds 2020 is zij tevens voorzitster van armoedevereniging Decenniumdoelen. Ze volgde in deze functie Jos Geysels op.